# Sjöviks Gård
Sjöviks Gård (tidigare Rygglösa Gård) är en ståndsgård i Bettna socken, Flens kommun. 

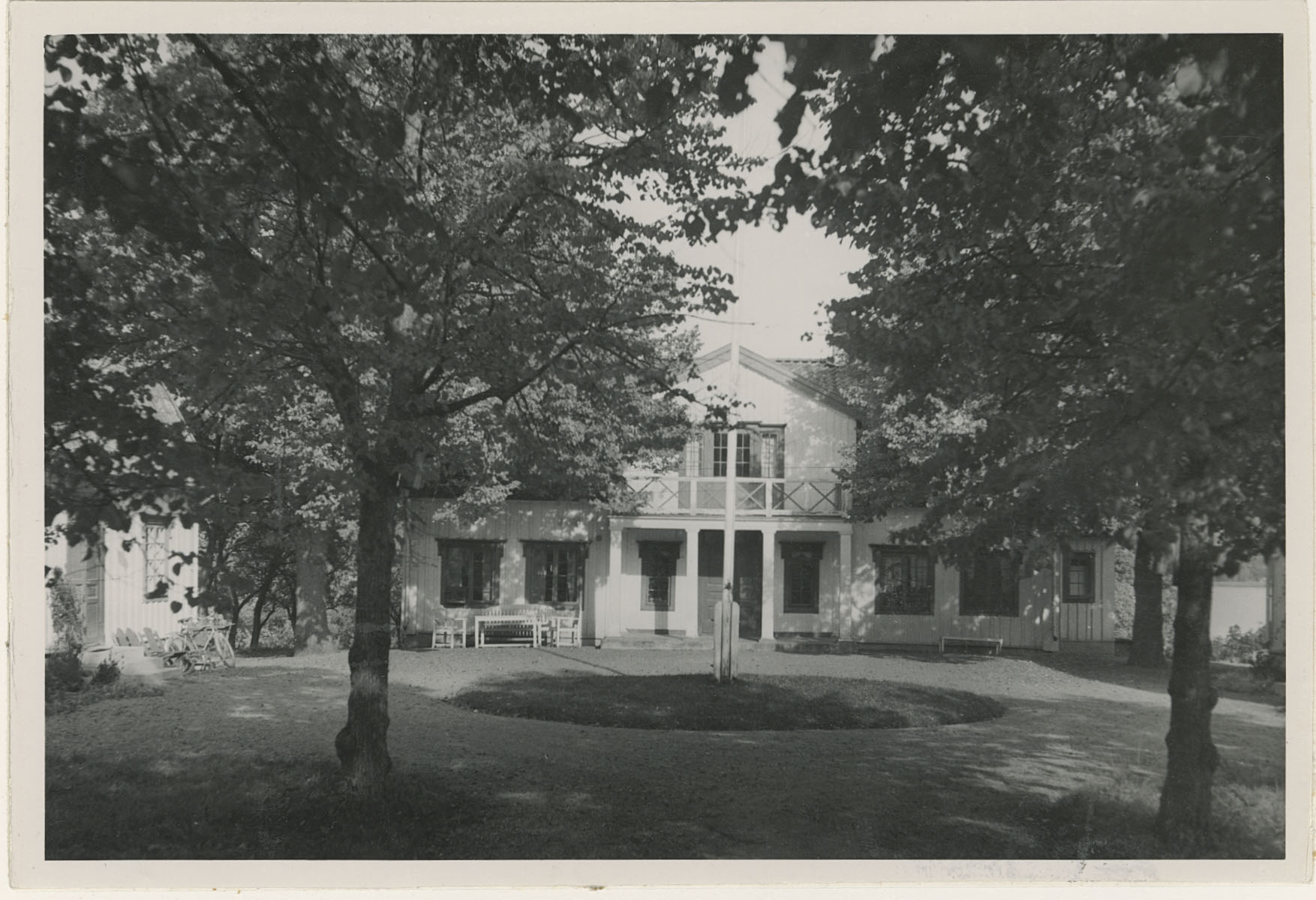
Sjöviks Gård Bettna Oppunda

Rygglösa nämns som tidigast år 1630 på en karta nämnd "Geometrisk Avfattning; Bettna Socken Rygglösa 1" och nämns på flera kartor fram tills 1911 då Rygglösa nämns för sista gången. Sjövik nämns första gången på generalstabskartan 1941. Någon gång mellan 1911 och 1941 byter gården alltså namn.
Mangårdsbyggnaden på Sjövik är idag ackompanjerad av två flyglar på varsin sida av huvudbyggnaden, något som ses för första gången på en karta från år 1835. 

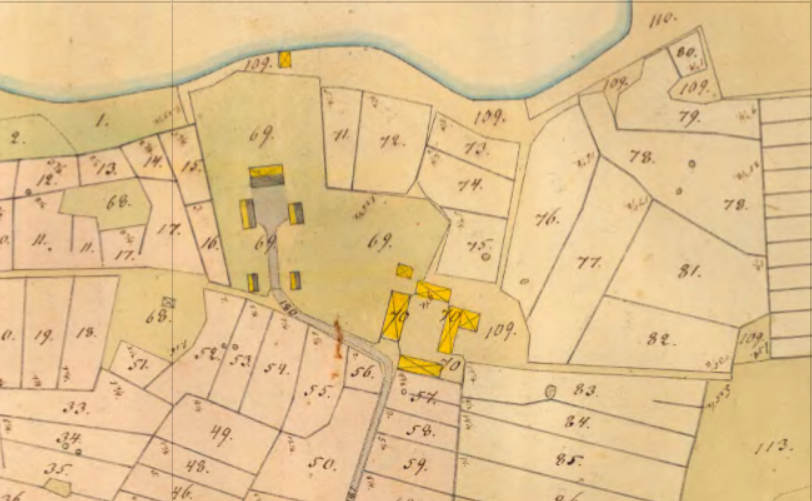
Rygglösa 1835